# Titularbistum Bethzabda
Bethzabda ist ein Titularbistum der römisch-katholischen Kirche.
Es geht zurück auf einen untergegangenen Bischofssitz in der gleichnamigen antiken Stadt, die in der römischen Provinz Mesopotamia lag. Das Bistum Bethzabda war dem Erzbistum Amida als Suffragandiözese unterstellt.
| Titularbischöfe von Bethzabda |             |                                                               |                 |     |
| Nr.                           | Name        | Amt                                                           | von             | bis |
| 1                             | Basel Yaldo | Weihbischof im chaldäisch-katholischen Patriarchat von Bagdad | 15. Januar 2015 |     |